# 073号線 (チェコ)
チェコ国鉄073号線、別名ウースチー・ナド・ラベム～ヂェチーン線（チェコ語: Železniční trať Ústí nad Labem – Děčín）は、レギオジェット・ウースチー州の鉄道線の名称である。
1874年、オーストリア北西部鉄道の路線として開業した。2019年末に、運行がチェコ鉄道からレギオジェット・ウースチー県社に移管された。長距離輸送は、ラベ川左岸を通る130号線が担っており、073号線はローカル輸送を担っている。

## 歴史
1870年6月25日にニンブルク - テチェン（現在ジェチーン）間北西部鉄道本線の延長線および三つの分岐線に関する建設許可は北西部鉄道の運営権保有者たちに与えられた。1874年10月5日にシュレッケンシュタイン（現在ウースチー・ストジェコフ） - ミッテルグルント（現在ジェチーン・プロストジェドニージレプ）区間が開通された。
1908年10月21日に北西部鉄道の国家買収が合議されて、1909年3月27日の法律で承認された。シュレッケンシュタイン - ミッテルグルント区間を含める北西部鉄道路線はオーストリア帝国鉄道（k.k. Staatsbahnen, kkStB）が引き受けた。
第一次世界大戦の終戦とオーストリア＝ハンガリー帝国の解体以降、この路線はチェコスロバキア国営鉄道（Československé státni dráhy, ČSD）の路線網に組み入れられた。1938年10月にナチスドイツがズデーテン地方を併合して、ウースチー・ナド・ラベム - ジェチーン線はドイツ国営鉄道（Deutsche Reichbahn, DR）ドレスデン管理局に編入された。1944年当時にリビェホフ - ジェチーン区間は同じ路線番号で結ばれた。

## 運行形態

### 定期列車
- ウースチー西駅 - ウースチー・ナド・ラベム・ストルジェコフ - ヂェチーン本駅　　※レギオジェット・ウースチー県による運行
全て各駅停車。2時間間隔運行されており、上り・下りともウースチー・ナド・ラベム・ストルジェコフで072号線のコリーン方面特急に、ヂェチーンでブダペスト・プラハ・ベルリン・ハンブルク方面の超特急に接続している。
過去の運行形態
2019年以前はチェコ鉄道による運行で、また一日7往復であった。ほとんどがストルジェコフ以東の運行で、ウースチー西駅への直通は一日1往復に限られていた。
2020年度は、東行一日1本のみがウースチー西駅に直通していた。
2021年度より、平日の一日2.5往復、休日の全便がウースチー西駅に直通する様になった。
2023年度より、平日も含めてすべての列車がウースチー西駅発着となった。
2024年度は、春・夏に限り、平日の大部分がストルジェコフ以東のみの運行となる予定。

- ヂェチーン本駅 → ウースチー・ナド・ラベム・ストルジェコフ → リトムニェルジツェ町　【平日運行】　　※チェコ鉄道による運行
一日片道1本のみの運行。ウースチー以南は072号線のリトムニェルジツェ町まで直通する。

### 臨時列車
- T3系統　　※MBMレール社による運行
夏季の土曜・休日のみの運行で、ストルジェコフ - ヴェルケー・ブルジェズノ - ズブルニツェ間に一日4往復、2時間間隔で運行する。ヴェルケー・ブルジェズノ以東は支線に直通する。

## 駅一覧
以下では、チェコ国鉄073号線の駅と営業キロ、停車列車、接続路線などを一覧表で示す。なお、全て各駅停車である。
| 路線名 | 駅名                                       | 駅間営業キロ | 累計営業キロ       | 累計営業キロ            | 接続路線                                                                         | 所在地       | 所在地                     |
| ------ | ------------------------------------------ | ------------ | ------------------ | ----------------------- | -------------------------------------------------------------------------------- | ------------ | -------------------------- |
| 072    | ウースチー・ナド・ラベム西駅               | -            |                    | ストルジェコフから -1.9 | 130号線（カダニ方面、ウースチー本駅方面） 131号線（ビーリナ方面）                | ウースチー州 | ウースチー・ナド・ラベム郡 |
| 073    | ウースチー・ナド・ラベム・ストルジェコフ駅 | 1.9          | ウィーンから 431.1 | ストルジェコフから 0.0  | 072号線（リサー方面）                                                            | ウースチー州 | ウースチー・ナド・ラベム郡 |
| 073    | スヴァードフ駅                             | 4.3          | 435.4              | 4.3                     |                                                                                  | ウースチー州 | ウースチー・ナド・ラベム郡 |
| 073    | ヴァルチールジョフ駅                       | 2.1          | 437.5              | 6.4                     |                                                                                  | ウースチー州 | ウースチー・ナド・ラベム郡 |
| 073    | ヴェルケー・ブルジェズノ駅                 | 2.1          | 439.6              | 8.5                     | ズブルニツェ方面                                                                 | ウースチー州 | ウースチー・ナド・ラベム郡 |
| 073    | マレー・ブルジェズノ・ナド・ラベム駅       | 1.8          | 441.4              | 10.3                    |                                                                                  | ウースチー州 | ウースチー・ナド・ラベム郡 |
| 073    | チェフロヴィツェ駅                         | 4.4          | 445.8              | 14.7                    |                                                                                  | ウースチー州 | ヂェチーン郡               |
| 073    | ボレチツェ・ナド・ラベム駅                 | 4.0          | 449.8              | 18.7                    |                                                                                  | ウースチー州 | ヂェチーン郡               |
| 073    | クルジェシツェ・ウ・ヂェチーナ駅           | 3.0          | 452.8              | 21.7                    |                                                                                  | ウースチー州 | ヂェチーン郡               |
| 073    | ヂェチーン・スタレー・ムニェスト駅         | 1.3          | 454.1              | 23.0                    |                                                                                  | ウースチー州 | ヂェチーン郡               |
| 073    | ヂェチーン東駅                             | 2.8          | 456.9              | 25.8                    | 081号線                                                                          | ウースチー州 | ヂェチーン郡               |
| 081    | ヂェチーン本駅                             | 1.9          |                    | 27.7                    | 083号線（ベルリン方面） 130号線（プラハ/ホムトフ方面） 132号線（テルニツェ方面） | ウースチー州 | ヂェチーン郡               |